# Pühalepa
Pour l'ancienne commune, voir Pühalepa (commune).
Pühalepa est un village de la commune de Pühalepa du comté de Hiiu en Estonie. Le village compte 14 habitants en 2013.

## Galerie

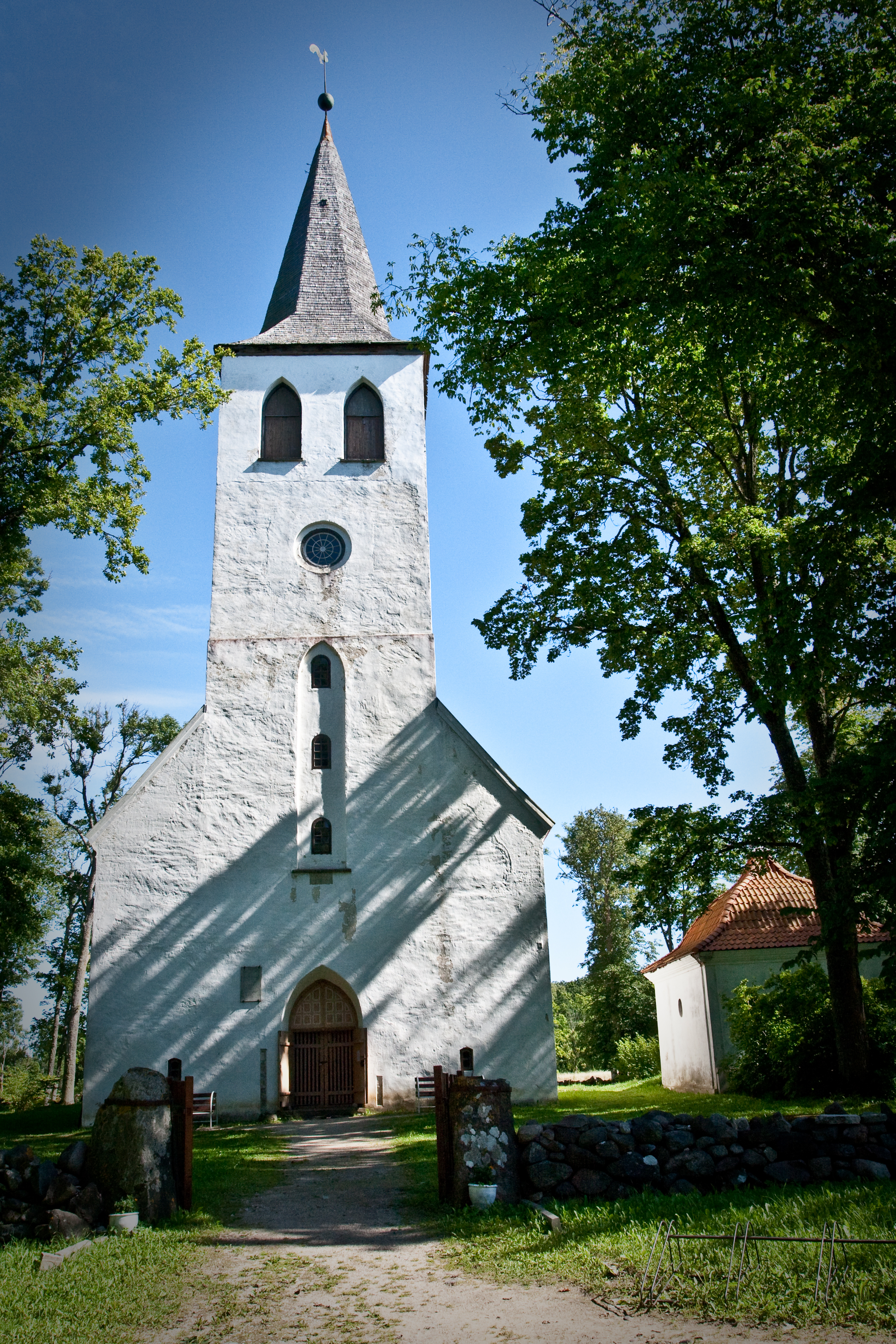
L'église de Pühalepa.
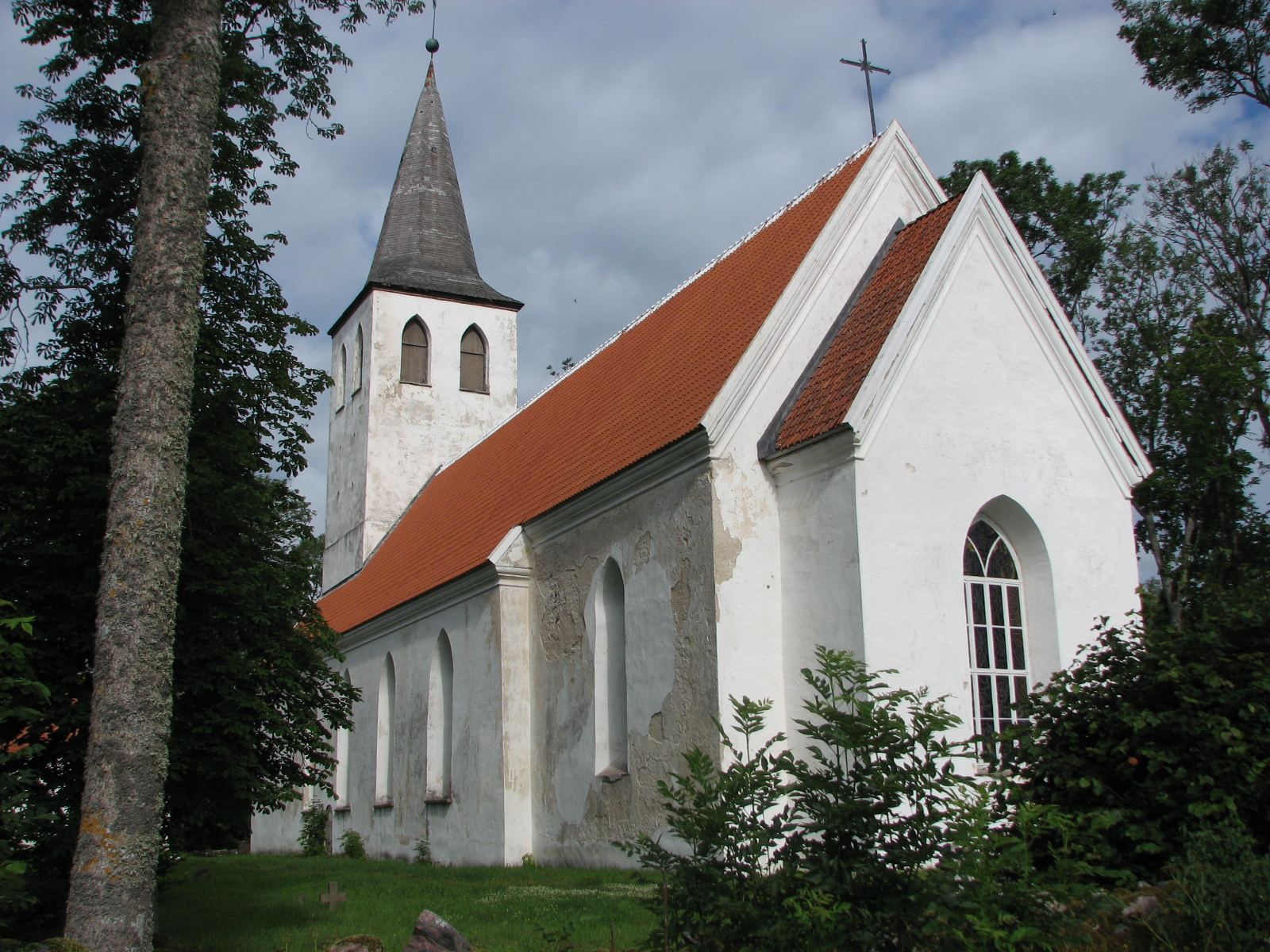
L'église de Pühalepa.
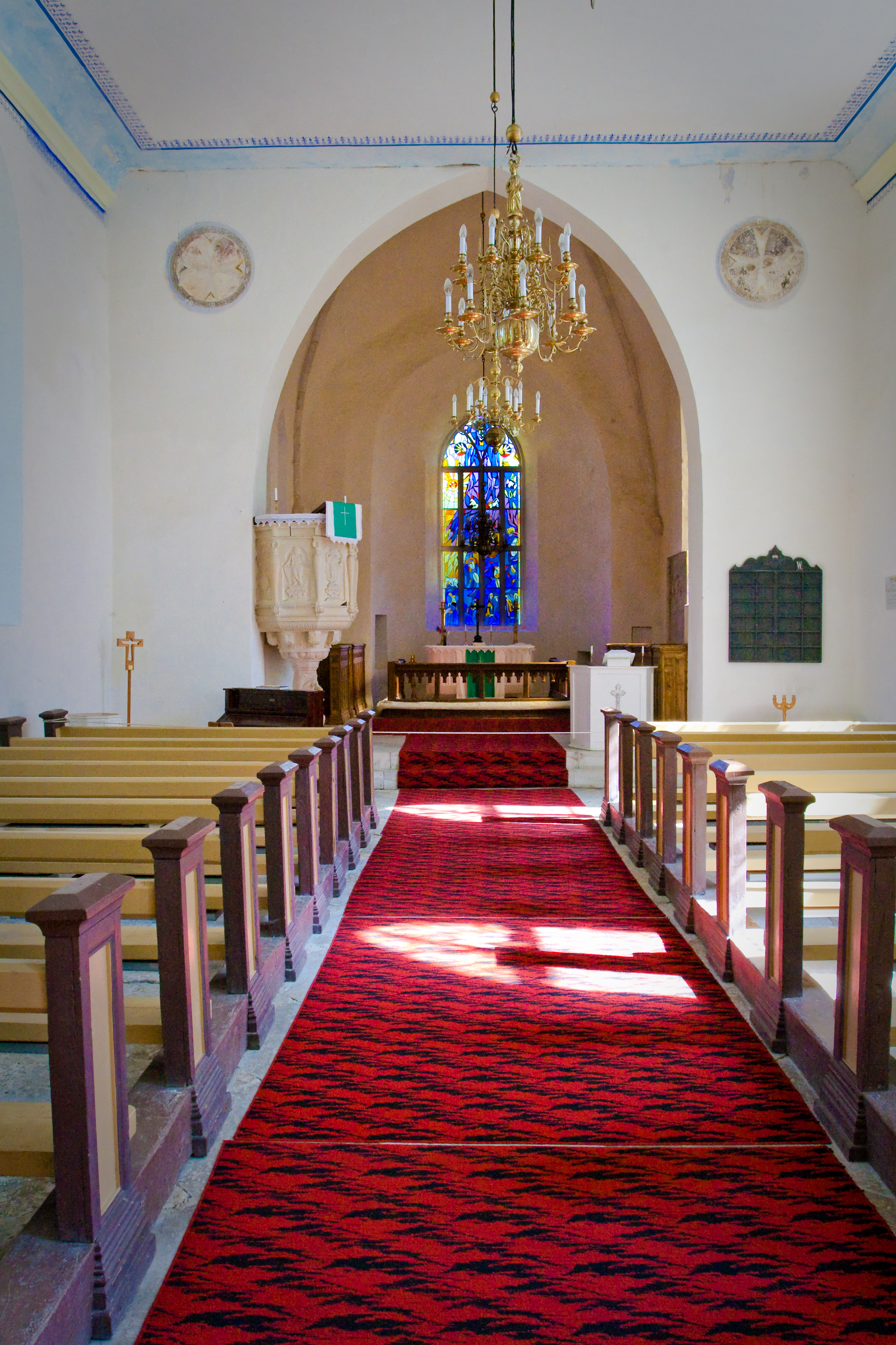
L'intérieur de l'église.
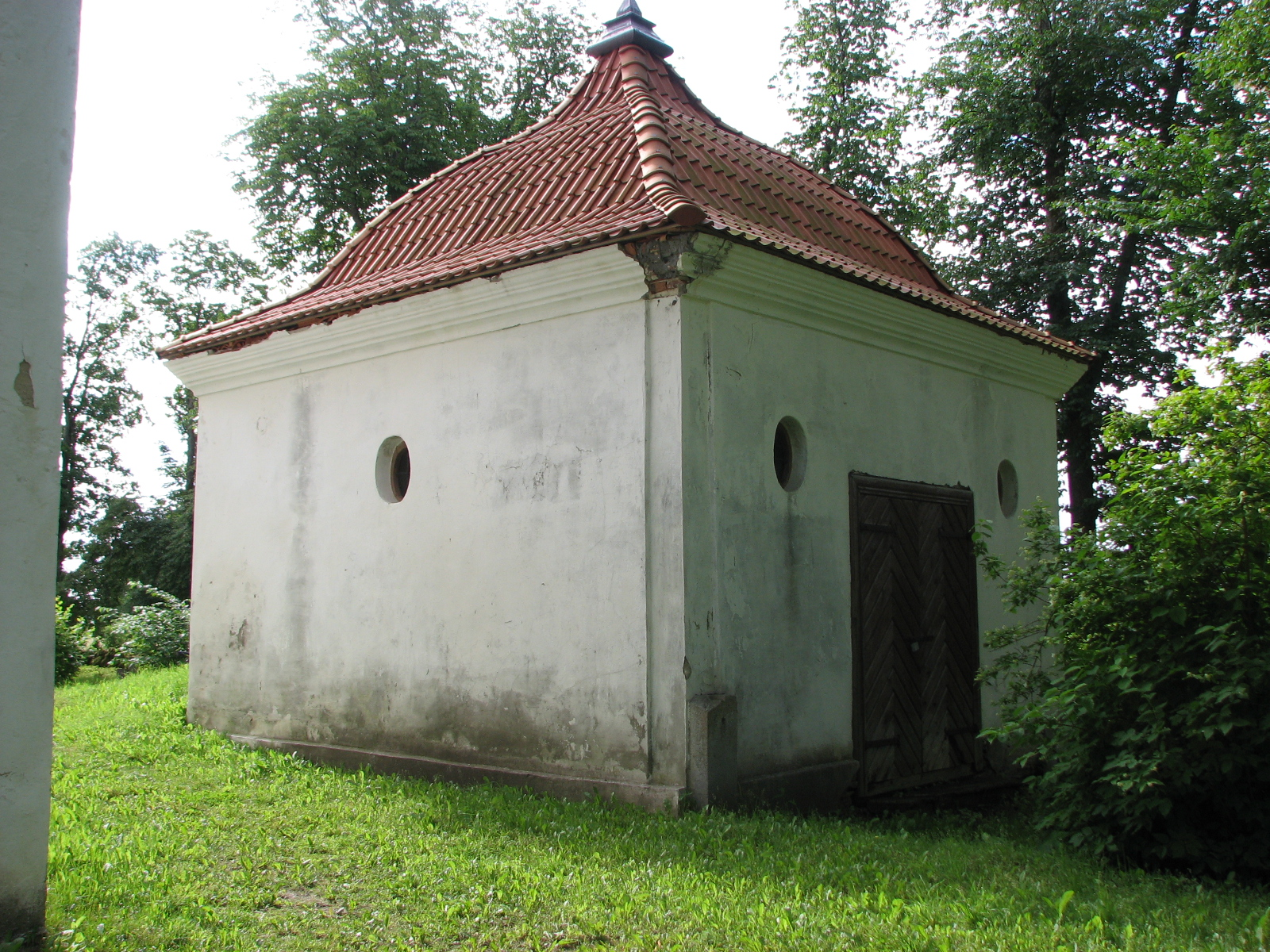
La chambre funéraire de Ebba-Margaretha Stenbock.